# Plane Crazy
Plane Crazy (estrenat el 15 de maig de 1928) és un curtmetratge animat de Walt Disney, el primer en el qual apareix el personatge de Mickey Mouse, així com la seua xicota Minnie Mouse.
El curt va ser codirigit per Walt Disney i Ub Iwerks. Aquest últim va ser també el principal animador de la pel·lícula en la qual segons referències de l'època va treballar durant sis mesos. Hugh Harman i Rudolf Ising van treballar com ajudants d'Iwerks. Encara que ambdós estaven a punt d'abandonar els estudis Disney, ja que havien firmat ja un contracte amb Charles Mintz, van continuar treballant amb Disney mentre Mintz organitzava el seu nou estudi.
L'argument de la pel·lícula és encantadorament senzill. Mickey vol volar un avió per imitar Charles Lindbergh. Després de construir el seu propi avió, Minnie li demana unir-se a ell per al seu primer vol. Prenen l'avió fora de control amb situacions exagerades. Al "passeig" una vaca es puja a l'aeronau. Alguns creuen que es tracta Clarabelle, que faria ací la seua primera aparició, tot i que probablement, la vaca és en realitat era un predecessor de principis de Clarabelle, de nom Carolyn. Una vegada que Mickey recupera el control de l'avió, en repetides ocasions intenta besar Minnie. Després, Mickey fa amb l'avió diverses piruetes.
En Plane Crazy, Mickey és retratat com un autèntic murri que intenta aprofitar-se de Minnie (res a veure amb el bon noi en qui acabaria convertint-se).
En el moment de la seua estrena Plane Crazy no va assolir l'èxit esperat. Malgrat la decepció que li va suposar, Disney va emprendre la producció d'un nou curt, The Gallopin' Gaucho, i un tercer Steamboat Willie, en el qual per primera vegada es va utilitzar el so. Aquest últim va tenir un èxit considerable, i açò va fer que Disney es decidira a reestrenar Plane Crazy afegint-li so.
Aquesta va ser la primera pel·lícula animada en la qual es va emprar el moviment de cambra.